# 贝乌拉-卡尔德扎
贝乌拉-卡尔德扎（義大利語：Beura-Cardezza），是意大利韦尔巴诺-库西亚-奥索拉省的一个市镇。总面积28平方公里，人口1429人，人口密度51.0人/平方公里（2009年）。ISTAT代码为103011。